# Institut national d'anthropologie et d'histoire

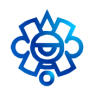
Logo de l’INAH.

L'Institut national d'anthropologie et d'histoire (en espagnol : Instituto Nacional de Antropología e Historia, INAH) est un organisme fédéral mexicain créé en 1939 avec la mission de préserver, protéger et assurer la promotion du patrimoine archéologique, anthropologique, paléontologique et historique du Mexique. C'est le principal acteur de la préservation et l'étude de l'héritage culturel du Mexique. Un Secrétariat Technique supervise maintenant la réalisation de ses principales fonctions et les activités des sept coordinations nationales et des trente-et-un centres régionaux de l'INAH. Plus de cent musées mexicains dépendent de l'INAH.
Il organise et promeut, dans les domaines sous sa responsabilité, la recherche scientifique ; plus de quatre-cents universitaires collaborent avec l'INAH. Il s'occupe également de la formation dans ces domaines, à travers l'École nationale d'anthropologie et d'histoire (ENAH) et l'École nationale de conservation, restauration et muséographie Manuel del Castillo Negrete (ENCRM).
L'INAH a réuni un fonds documentaire important, en particulier à la Bibliothèque nationale d'anthropologie et d'histoire (BNAH), et publie des livres, revues, photographies, vidéos et enregistrements sonores.

## Emeritus
L'INAH a attribué le titre d'emeritus, qui est la reconnaissance la plus importante du niveau de connaissance universitaire, à seize de ses chercheurs :
- Dr Beatriz Barba Ahuatzin
- Dr Beatriz Braniff Cornejo
- Dr Fernando Cámara Barbachano
- Dr Johanna Faulhaber Kamman (1911-2000)
- l'archéologue Francisco González Rul (1920-2005)
- Dr Doris Heyden Reich Zelz (1915-2006)
- Dr Sonia Lombardo Pérez Salazar
- Me Leonardo Manrique Castañeda (1934-2003)
- Me Eduardo Matos Moctezuma (1940 - ?)
- Dr Margarita Nolasco Armas
- Dr Julio César Olivé Negrete
- Me Alicia Olivera Sedano
- Dr Román Piña Chan (1920-2001)
- Me Arturo Romano Pacheco
- Me Javier Romero Molina (1910-1986)
- Me Constantino Reyes-Valerio (1922-2006)